# Rhinanthus burnatii
Rhinanthus burnatii är en snyltrotsväxtart som först beskrevs av Chab., och fick sitt nu gällande namn av Soó. Rhinanthus burnatii ingår i släktet skallror, och familjen snyltrotsväxter. Inga underarter finns listade i Catalogue of Life.